# Inglefield Land

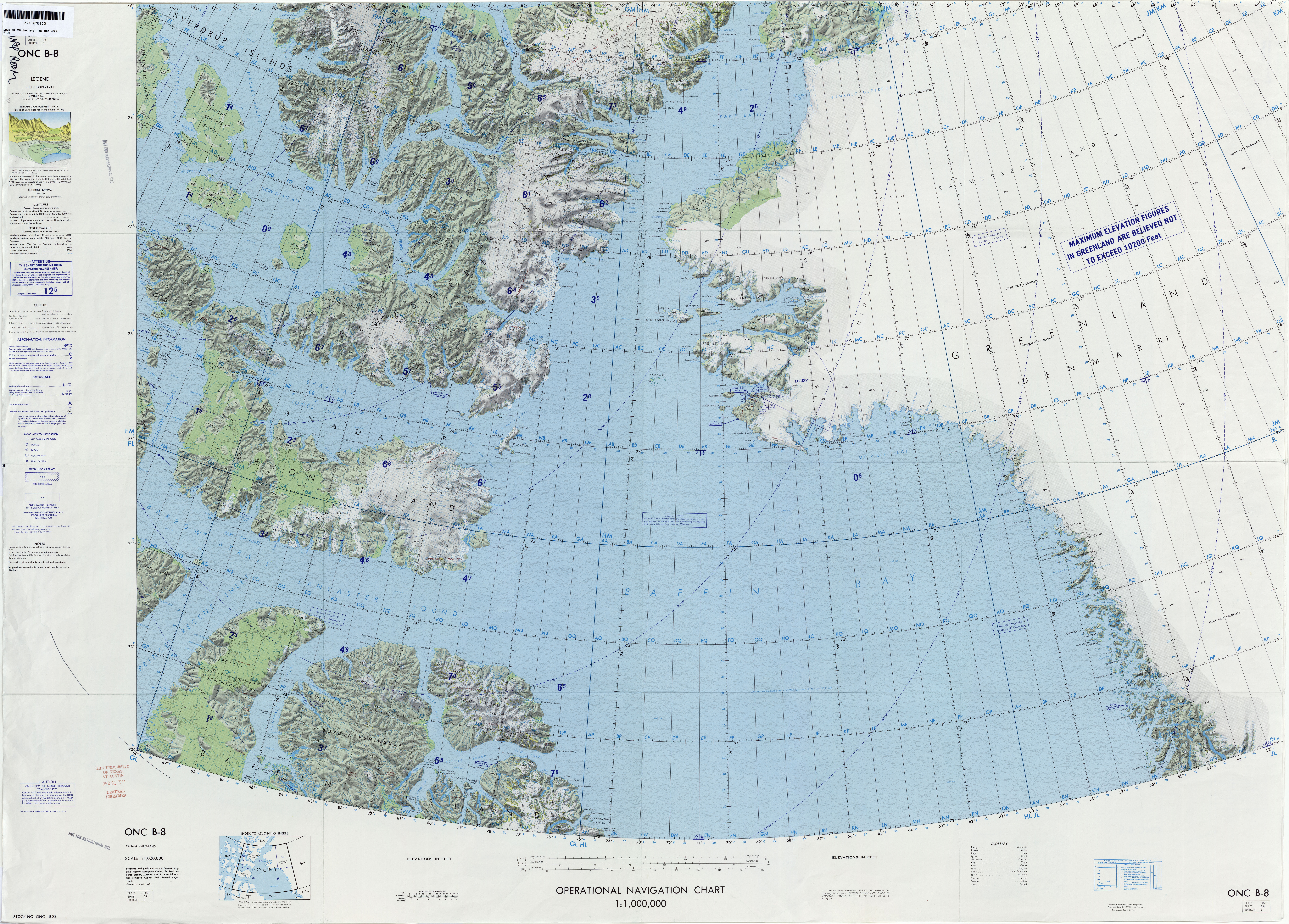
US-Kartenblatt von 1987

Das Inglefield Land ist eine grönländische Region im Distrikt Qaanaaq in der Avannaata Kommunia.

## Geografie
Inglefield Land ist eine große unvergletscherte Region zwischen Kap Alexander im Westen und dem Humboldt Gletsjer im Osten. Im Norden liegt das Kane Basin, im Süden das grönländische Inlandeis. Inglefiels Land misst in West-Ost-Richtung etwa 200 km, in Nord-Süd-Richtung etwa 60 km.

## Geschichte und frühere Besiedlung
Als der britische Seefahrer John Ross 1818 die Gegend erkundete, war der Smithsund der Nares-Straße vereist. Er benannte Kap Alexander nach seinem Schiff, konnte aber nicht weiter vordringen. Während der Zweiten Grinnell-Expedition von 1853 bis 1855 unter Elisha Kent Kane wurde die Nares-Straße befahren und Inglefield Land zu Ehren des britischen Admirals und Polarforschers Edward Inglefield benannt, der 1852 als erster in den Smithsund eingedrungen war.
In den Jahren 2004 bis 2009 wurde in Inglefield Land das Inglefield Land Archeology Project durchgeführt, um Aufschlüsse über die frühere Besiedelung zu erhalten. Es wurde festgestellt, dass alle früheren Kulturen der grönländischen Siedlungsgeschichte in Inglefield Land archäologisch nachweisbar sind. Die ältesten Spuren stammen von der Independence-I-Kultur aus den Jahren 2465 bis 2203 v. Chr. Später wurde die Gegend von der Saqqaq-Kultur, der Independence-II-Kultur und der Dorset-Kultur besiedelt. Seit etwa 1000 n. Chr. war die Gegend von der Thule-Kultur bewohnt, die wie die anderen Kulturen von Ellesmere Island gekommen waren und Inglefield Land als Eingangstor nach Grönland genutzt hatten.
In jüngeren Zeiten lag im Westen von Inglefield Land die Wohnplatzgruppe Avannarliit der Inughuit. Zu diesen gehörten die beiden Wohnplätze Etah und Anoritooq. Weiter östlich befinden sich archäologische Überreste von Besiedelung an den Wohnplätzen Aannartoq, Inuarfissuaq, Uingasoq und Qaqqaatsut. Auch später war der Osten von Inglefield Land noch Ziel von Jagdreisen, sodass es zumindest zeitweise Menschen dort gab. Im Laufe des 20. Jahrhunderts wurde Avannarliit aufgegeben.